# 노랑무늬영원
노랑무늬영원(fire salamander, Salamandra salamandra) 또는 불도롱뇽은 유럽에서 유명한 도롱뇽목의 종이다.
몸은 검은색이며 노란 점이나 줄무늬가 있다. 일부 종들은 거의 완전히 검은색이며 그 밖의 다른 종들은 주로 노란색이다. 빨간색과 주황색의 색조가 보이는 경우가 있으며 아종에 따르면 노란색과 겹치거나 노란색에 대체되는 양상을 보인다. 노랑무늬영원은 수명이 매우 길 수 있다. 독일 자연사 박물관(Museum Koenig)에서 50년 이상 생존한 종이 있다.

## 분포
Nominae Herpetofaunae Europaeae: Salamandra salamandra (Linnaeus, 1758)
다음의 국가에서 볼 수 있다.
- 알바니아
- 벨기에
- 보스니아 헤르체고비나
- 불가리아
- 크로아티아
- 체코
- 프랑스
- 독일
- 그리스
- 헝가리
- 이탈리아
- 네덜란드
- 마케도니아
- 노르웨이
- 폴란드
- 포르투갈
- 루마니아
- 러시아
- 세르비아
- 슬로바키아
- 슬로베니아
- 스페인
- 터키
- 우크라이나

## 아종
- S. s. alfredschmidti
- S. s. almanzoris - Spotted Fire Salamander
- S. s. bejarae
- S. s. bernardezi
- S. s. beschkovi
- S. s. crespoi
- S. s. fastuosa (bonalli) - Yellow Striped Fire Salamander
- S. s. gallaica - Portuguese Fire Salamander
- S. s. gigliolii
- S. s. morenica
- S. s. salamandra - Spotted Fire Salamander, Nominate subspecies
- S. s. terrestris - Barred Fire Salamander
- S. s. werneri

## 사진

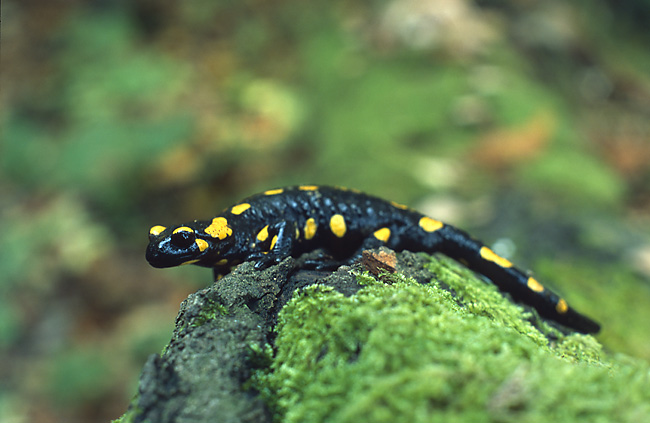
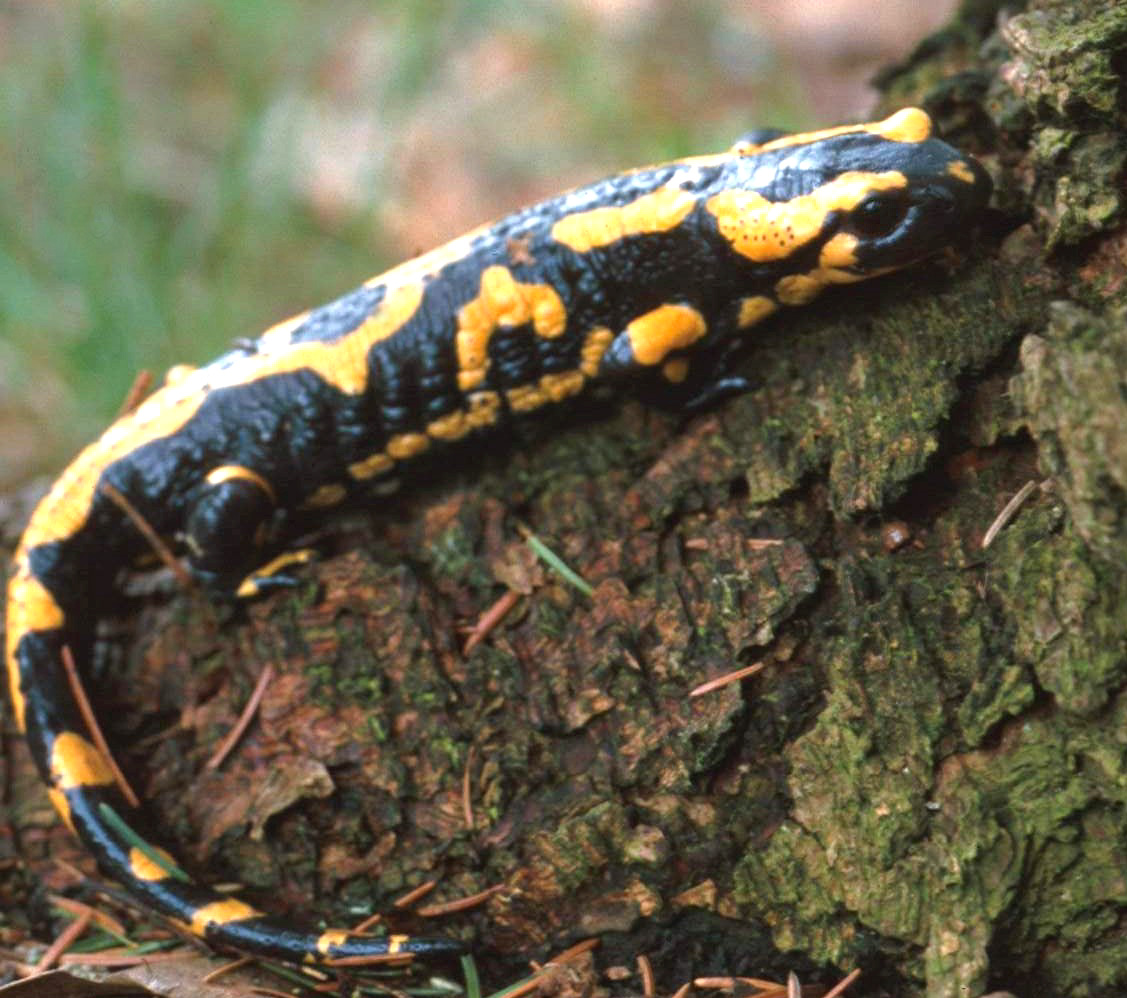
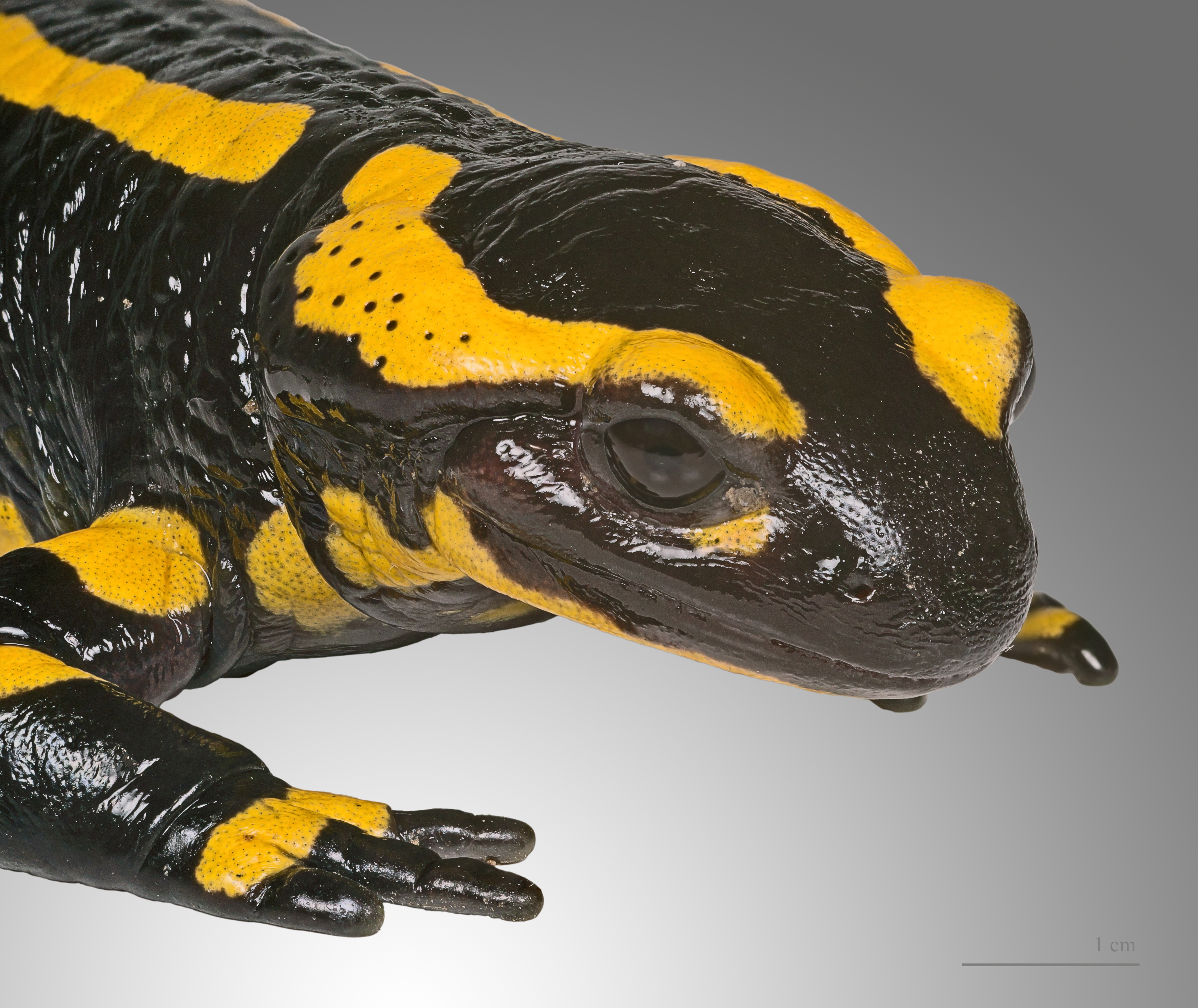
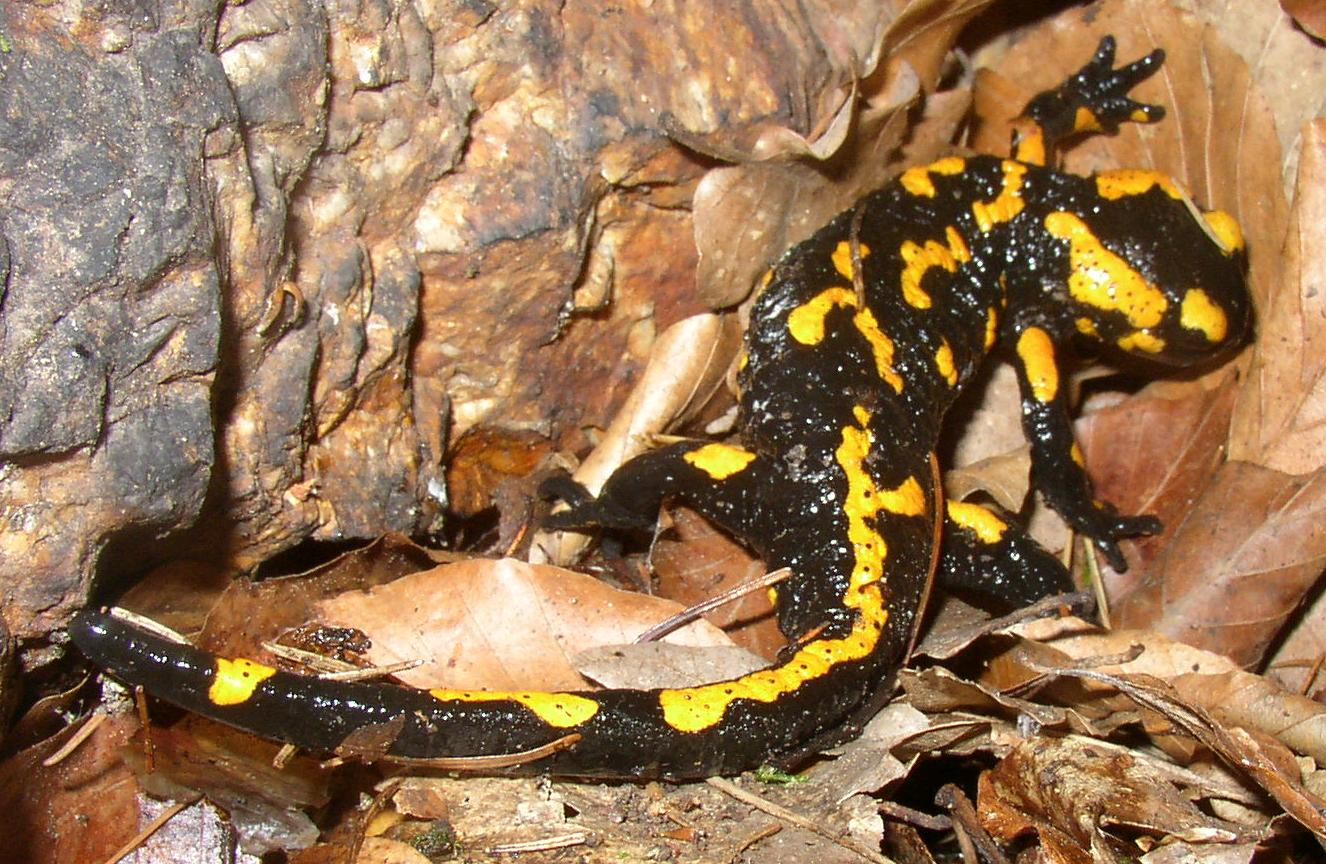
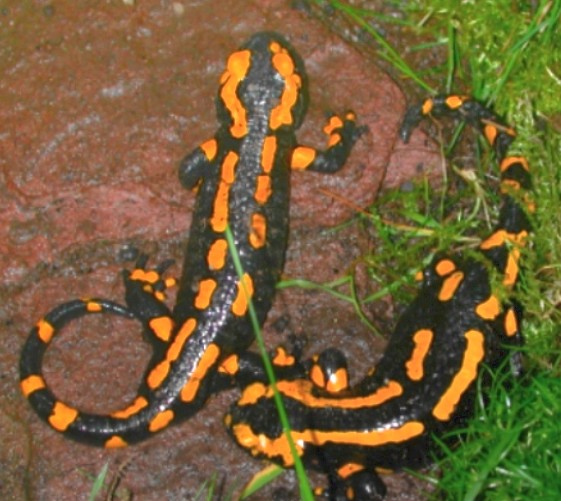
Orange morph

## 참고 문헌
- Manenti, R.; Ficetola, G. F.; De Bernardi, F. (2009). 《Water, stream morphology and landscape: complex habitat determinants for the fire salamander Salamandra salamandra》 30. Amphibia-Reptilia. 7–15쪽.
- Schmidt, B. R., Schaub, M., and Steinfartz, S. (2007). Apparent survival of the salamander Salamandra salamandra is low because of high migratory activity. Frontiers in Zoology 4:19.